# Buddy Elias
 (mars 2015).
Si vous disposez d'ouvrages ou d'articles de référence ou si vous connaissez des sites web de qualité traitant du thème abordé ici, merci de compléter l'article en donnant les références utiles à sa vérifiabilité et en les liant à la section « Notes et références ».
Bernhard Buddy Elias (2 juin 1925 à Francfort-sur-le-Main, Allemagne – 16 mars 2015 à Bâle, Suisse) est un acteur suisse, ancien président de la Fondation Anne-Frank.

## Biographie
Elias est né à Francfort-sur-le-Main en Allemagne en 1925. Son père, Erich Elias, est devenu le directeur de la maison Opekta de Bâle en 1929. En 1947 il s’est joint à Holiday on Ice (spectacle sur glace) avec qui il est resté plus de dix ans. Il a fait du théâtre en Suisse, Grande-Bretagne, France et Allemagne. Au milieu des années 1970, il est apparu dans des films et à la télévision, principalement dans des productions sur le thème de l'Holocauste.
Elias était le cousin germain et le dernier parent proche, aux côtés de ses deux fils survivants, de la chroniqueuse sur l'Holocauste Anne Frank, morte au camp de concentration de Bergen-Belsen en mars 1945. Il était le président de la Fondation Anne-Frank, située à Bâle, qui gère les droits du Journal d'Anne Frank, qui jusqu'à sa mort en 1980 avait été présidé par son père, Otto Frank.
Buddy Elias a vécu à Bâle avec sa femme Gerti Elias (née Wiedner), où il est mort le 16 mars 2015. Ils avaient deux fils, Patrick et Oliver, qui sont aussi acteurs.

## Filmographie (sélection)
- 1979 : Drei Damen vom Grill (série télévisée)
- 1979 : David
- 1979 : Le Magicien de Lublin
- 1981 : Wie der Mond über Feuer und Blut
- 1981 : Charlotte
- 1982 : La Montagne magique
- 1982 : Kassettenliebe
- 1983 : Das Traumschiff (série télévisée)
- 1987 : La Clinique de la Forêt-Noire (série télévisée)
- 1987 : Peng! Du bist tot!
- 1989–1992 : Mit Leib und Seele (ZDF (série télévisée)
- 1990 : Die Frosch-Intrige
- 1991 : Bronsteins Kinder
- 1993 : Wolff, police criminelle (série télévisée)
- 1995 : Mutters Courage
- 1998 : Totalschaden
- 1999 : St. Angela (série télévisée)
- 1999 : Tatort (épisode Bienzle und die lange Wut) (série télévisée)
- 2002 : Duo de maîtres ou (Edel & Starck) (épisode Das Soufflé der Götter) (série télévisée)
- 2004 : Bella Block (épisode Hinter den Spiegeln) (série télévisée)
- 2004 : Parfum d'absinthe
- 2006 : Alles Atze (épisode Die Rückkehr des Lehrers) (série télévisée)
- 2009 : Hunkeler und der Fall Livius
- 2014 : The Monuments Men

## Pièce radiophonique (sélection)
- Die Abenteuer des Odysseus, Jürgen Knop, Ulli Herzog, 1982.
- Hugo Rendler : Finkbeiners Geburtstag, Radio-Tatort, 2010.
- Bibi Blocksberg : Ein verhexter Urlaub
- Benjamin Blümchen comme Rudi Rundleder

## Honneurs
- 2012 : Ehrenplakette der Stadt Frankfurt am Main (Macaron d'honneur de la ville Francfort-sur-le-Main)[2]
- 2007 : Basler Stern[3] (allemand)